# بابباداتي (أيتوليا كي أكارنانيا)
بابباداتي (Παππαδάται) هي مدينة في أيتوليا كي أكارنانيا في مقاطعة كينتريكي إلادا في اليونان.